# Blanus cinereus
Il blano cenerino (Blanus cinereus (Vandelli, 1797)) è un piccolo rettile della famiglia Blanidae, endemico della penisola iberica, ove è conosciuto come culebrilla ciega in spagnolo, cobra-cega in portoghese, e cega colobreta in catalano.

## Descrizione
Il blano cenerino è un piccolo rettile terrestre privo di arti e di aspetto serpentiforme. Assomiglia ad un lombrico: la testa è piccola ed appuntita per scavare; il corpo presenta anelli concentrici con piccole squame di forma quadrata. Gli adulti possono raggiungere una lunghezza totale di 10–20 cm, raramente anche 30 cm.

## Biologia
Come le altre anfisbene, ha abitudini fossorie.

### Alimentazione
Si nutre di vermi ed altri piccoli invertebrati.

### Riproduzione
La riproduzione è di tipo oviparo.

## Distribuzione e habitat
Blanus cinereus è una delle poche specie di anfisbenie presenti in Europa, mentre in passato la diffusione europea degli anfisbenidi era molto più vasta come dimostrato dai resti fossili vecchi di 65 milioni di anni trovati in Germania, Inghilterra e Belgio.
La specie si ritrova principalmente nella Penisola Iberica a sud dei fiumi Ebro e Douro.
Talvolta sono stati trovati alcuni individui in aree del mondo distanti dal suo areale naturale probabilmente a causa di trasporto da parte dell'uomo.
Frequenta un'ampia gamma di ambienti naturali, dal bosco caducifoglio alle zone di macchia mediterranea, ai seminativi (purché non coltivati intensivamente) e i pascoli.
Spesso si rifugia sotto tronchi e rocce, soprattutto dopo le piogge e le tempeste. Si trova spesso in ambienti umidi ed in terreni sabbiosi o che hanno un elevato contenuto di humus.
Vive dal livello del mare fino a 1.800 m s.l.m. (in Sierra Nevada).

## Tassonomia
Gli esemplari provenienti dalla parte sud-ovest della penisola iberica, per quanto morfologicamente indistinguibili da B. cinereus, mostrano significative differenze genetiche e pertanto sono attualmente considerati come specie a sé stante (Blanus mariae)

## Conservazione
Le minacce per questa specie non sono ben conosciute, ma potrebbe essere localmente minacciata dall'urbanizzazione. Potrebbe essere messa in pericolo dai cinghiali, che stanno espandendo la loro distribuzione in Spagna ed in Portogallo.
Questa specie è protetta dalla legislazione nazionale spagnola ed è presente in molte aree protette. Ulteriori studi sono necessari per accertare l'entità delle minacce per questa specie, la sua distribuzione e la consistenza delle popolazioni.
Attualmente la specie è stabile anche se è difficile determinarne l'abbondanza; essa sembra essere più frequente nelle zone di terreno sabbioso e umido.
La specie è classificata dalla IUCN Red List come a minor rischio (Least Concern) anche in considerazione della sua ampia distribuzione, la presumibile abbondanza delle popolazioni, e perché è improbabile che possa subire un declino abbastanza veloce per poter essere messa in una categoria a più alto rischio.